# Coenonympha hungarica
Coenonympha hungarica är en fjärilsart som beskrevs av Aigner 1910. Coenonympha hungarica ingår i släktet Coenonympha och familjen praktfjärilar. Inga underarter finns listade i Catalogue of Life.